# Morti nel 1985/Gennaio
| Questa pagina contiene informazioni ricavate automaticamente dalle voci biografiche con l'ausilio del template Bio e di un bot. L'aggiornamento è periodico e automatico e ricostruisce completamente la pagina. Se manca una persona in questa lista, sei pregato di non aggiungerla, ma accertati piuttosto che la sua voce biografica contenga il template Bio e che i dati anagrafici siano correttamente compilati. Se il template Bio manca, inseriscilo tu stesso o, in alternativa, metti l'avviso {{tmp\|Bio}} che ne segnala la mancanza. Se i dati riportati sono sbagliati, correggi direttamente la voce biografica; le modifiche saranno visibili in questa lista entro pochi giorni. Per chiarimenti vedi il progetto biografie. La lista contiene solo le 102 persone che sono citate nell'enciclopedia e per le quali è stato implementato correttamente il template Bio. Pagina aggiornata al 3 mar 2024. |

- 1º gennaio - Billy Brown, calciatore inglese (n. 1900)
- 1º gennaio - Raoul Pène Du Bois, costumista statunitense (n. 1914)
- 1º gennaio - Luigi Giuseppe Giuliani, calciatore italiano (n. 1905)
- 1º gennaio - H.A. Hambleton, calciatore inglese (n. 1896)
- 1º gennaio - Mario Meggiorini, calciatore italiano (n. 1937)
- 1º gennaio - Herbert Shelton, saggista, attivista e pacifista statunitense (n. 1895)
- 1º gennaio - Knud Vermehren, ginnasta danese (n. 1890)
- 2 gennaio - Angelo Bonaiti, politico italiano (n. 1915)
- 2 gennaio - Flash Elorde, pugile filippino (n. 1935)
- 2 gennaio - Enrico Turolla, grecista, latinista e bizantinista italiano (n. 1896)
- 2 gennaio - Jacques de Lacretelle, romanziere francese (n. 1888)
- 3 gennaio - Jean-Jacques Kretzschmar, calciatore francese (n. 1925)
- 3 gennaio - Tadeusz Pełczyński, generale polacco (n. 1892)
- 3 gennaio - Rubino Profeta, compositore italiano (n. 1910)
- 4 gennaio - Brian Horrocks, generale britannico (n. 1895)
- 4 gennaio - Lovro von Matačić, direttore d'orchestra e compositore croato (n. 1899)
- 4 gennaio - Russell Page, architetto del paesaggio britannico (n. 1906)
- 5 gennaio - Norberto Anido, calciatore argentino (n. 1933)
- 5 gennaio - Franjo Punčec, tennista jugoslavo (n. 1913)
- 5 gennaio - Robert Surtees, fotografo e direttore della fotografia statunitense (n. 1906)
- 5 gennaio - Matilde Urrutia, cantante e scrittrice cilena (n. 1912)
- 6 gennaio - Vladimir Konstantinovič Kokkinaki, aviatore sovietico (n. 1904)
- 7 gennaio - Johannes Ludwig, calciatore tedesco (n. 1903)
- 7 gennaio - Marco Notarbartolo di Sciara, militare italiano (n. 1902)
- 7 gennaio - Augusto Pedullà, politico e ingegnere italiano (n. 1916)
- 7 gennaio - Jules Vandooren, calciatore e allenatore di calcio francese (n. 1908)
- 8 gennaio - Eva Bowring, politica statunitense (n. 1892)
- 8 gennaio - Paola Musiani, cantante italiana (n. 1949)
- 8 gennaio - José Maria Pedroto, allenatore di calcio e calciatore portoghese (n. 1928)
- 9 gennaio - Anton Karas, musicista austriaco (n. 1906)
- 9 gennaio - Robert Mayer, filantropo e banchiere tedesco (n. 1879)
- 10 gennaio - Alfonso Fresa, astronomo italiano (n. 1901)
- 10 gennaio - Pieter de Groot, calciatore olandese (n. 1940)
- 10 gennaio - Alberto Jacometti, giornalista, scrittore e politico italiano (n. 1902)
- 10 gennaio - Mary Kenneth Keller, monaca cristiana e educatrice statunitense (n. 1913)
- 10 gennaio - Tsianina Redfeather Blackstone, mezzosoprano, compositrice e artista statunitense (n. 1882)
- 10 gennaio - José Salinas, fumettista argentino (n. 1908)
- 11 gennaio - Edward Buzzell, regista statunitense (n. 1895)
- 11 gennaio - Josef Čtyřoký, calciatore cecoslovacco (n. 1906)
- 11 gennaio - Charles E. Kelly, militare statunitense (n. 1920)
- 11 gennaio - William McKell, politico australiano (n. 1891)
- 11 gennaio - Noëlle Norman, attrice francese (n. 1921)
- 11 gennaio - Edgar Reinhardt, pallamanista tedesco (n. 1914)
- 12 gennaio - Aldo Barberito, attore e doppiatore italiano (n. 1925)
- 13 gennaio - Adam Walsh, allenatore di football americano statunitense (n. 1901)
- 14 gennaio - Jetta Goudal, attrice olandese (n. 1891)
- 14 gennaio - June Howard Tripp, attrice britannica (n. 1901)
- 14 gennaio - Franco Ressel, attore italiano (n. 1925)
- 15 gennaio - Đuka Agić, calciatore jugoslavo (n. 1906)
- 15 gennaio - Salvador Cardona, ciclista su strada spagnolo (n. 1901)
- 15 gennaio - Martin Dzúr, generale e politico cecoslovacco (n. 1919)
- 15 gennaio - Romildo Mercatelli, calciatore italiano (n. 1901)
- 15 gennaio - Puccio Pucci, mezzofondista e dirigente sportivo italiano (n. 1904)
- 15 gennaio - Josef Sedláček, calciatore cecoslovacco (n. 1893)
- 15 gennaio - Josef Sedláček, calciatore cecoslovacco (n. 1912)
- 16 gennaio - Alessandro Blonksteiner, direttore d'orchestra e compositore italiano (n. 1930)
- 16 gennaio - Robert Fitzgerald, latinista, grecista e traduttore statunitense (n. 1910)
- 16 gennaio - Ruth Orkin, fotoreporter, fotografa e regista statunitense (n. 1921)
- 16 gennaio - Mario Palermo, politico e militare italiano (n. 1898)
- 17 gennaio - Ezio Acchini, canottiere italiano (n. 1922)
- 18 gennaio - Adolf Fiala, calciatore cecoslovacco (n. 1909)
- 18 gennaio - Giuseppe Garoli, politico italiano (n. 1926)
- 18 gennaio - Rosita Levi Pisetzky, storica italiana (n. 1897)
- 18 gennaio - George Stoll, compositore statunitense (n. 1905)
- 18 gennaio - Mahmud Muhammad Taha, teologo e politico sudanese
- 18 gennaio - Santiago Urtizberea, calciatore e allenatore di calcio spagnolo (n. 1909)
- 19 gennaio - Sylvain Grysolle, ciclista su strada belga (n. 1915)
- 19 gennaio - Tom Richards, maratoneta britannico (n. 1910)
- 19 gennaio - Eric Voegelin, filosofo, politologo e storico tedesco (n. 1901)
- 20 gennaio - Gillis William Long, politico statunitense (n. 1923)
- 20 gennaio - Quinto Miotti, calciatore italiano (n. 1901)
- 21 gennaio - Eddie Graham, wrestler e attore statunitense (n. 1930)
- 21 gennaio - Yusuf Lule, politico ugandese (n. 1912)
- 21 gennaio - Jan Peka, hockeista su ghiaccio ceco (n. 1894)
- 21 gennaio - Giuseppe Tramarollo, storico, politologo e attivista italiano (n. 1910)
- 21 gennaio - Luise Ullrich, attrice austriaca (n. 1910)
- 23 gennaio - Francisco Campana, calciatore argentino (n. 1925)
- 23 gennaio - Lois Delander, modella statunitense (n. 1911)
- 23 gennaio - Gastone Miconi, economista, banchiere e dirigente pubblico italiano (n. 1911)
- 24 gennaio - Antonio Andrés Sancho, ciclista su strada spagnolo (n. 1913)
- 24 gennaio - Elizabeth Carnegy Arbuthnott, schermitrice britannica (n. 1906)
- 24 gennaio - Guido Dossena, allenatore di calcio e calciatore italiano (n. 1910)
- 24 gennaio - Dalmacio Langarica, ciclista su strada e dirigente sportivo spagnolo (n. 1919)
- 25 gennaio - Ralph Broome, bobbista britannico (n. 1889)
- 25 gennaio - Evgenij Maskinskov, marciatore sovietico (n. 1930)
- 25 gennaio - Paul Smith, compositore statunitense (n. 1906)
- 26 gennaio - Kenny Clarke, batterista statunitense (n. 1914)
- 26 gennaio - Waldemar Obrębski, allenatore di calcio e ex calciatore polacco (n. 1944)
- 26 gennaio - Mario Petri, basso-baritono e attore italiano (n. 1922)
- 27 gennaio - Willem Cobben, vescovo cattolico olandese (n. 1897)
- 27 gennaio - Ife Holmes, cestista statunitense (n. 1905)
- 28 gennaio - Alfredo Foni, allenatore di calcio e calciatore italiano (n. 1911)
- 28 gennaio - Carlo Pellegrini, critico letterario e filologo italiano (n. 1889)
- 28 gennaio - Bernard Pierre Wolff, fotografo francese (n. 1930)
- 29 gennaio - Ernest Chambers, pistard britannico (n. 1907)
- 29 gennaio - Giorgio Stoppa, politico, medico e partigiano italiano (n. 1912)
- 29 gennaio - František Tyrpekl, calciatore cecoslovacco (n. 1905)
- 30 gennaio - Bruno Alessandrini, generale e aviatore italiano (n. 1914)
- 30 gennaio - Ken Mayer, attore statunitense (n. 1918)
- 30 gennaio - Adriano Rodoni, dirigente sportivo italiano (n. 1898)
- 30 gennaio - Pietro Svageli, calciatore e allenatore di calcio italiano (n. 1911)
- 31 gennaio - Dutch Lonborg, cestista, giocatore di football americano e allenatore di pallacanestro statunitense (n. 1898)